# Orlybus

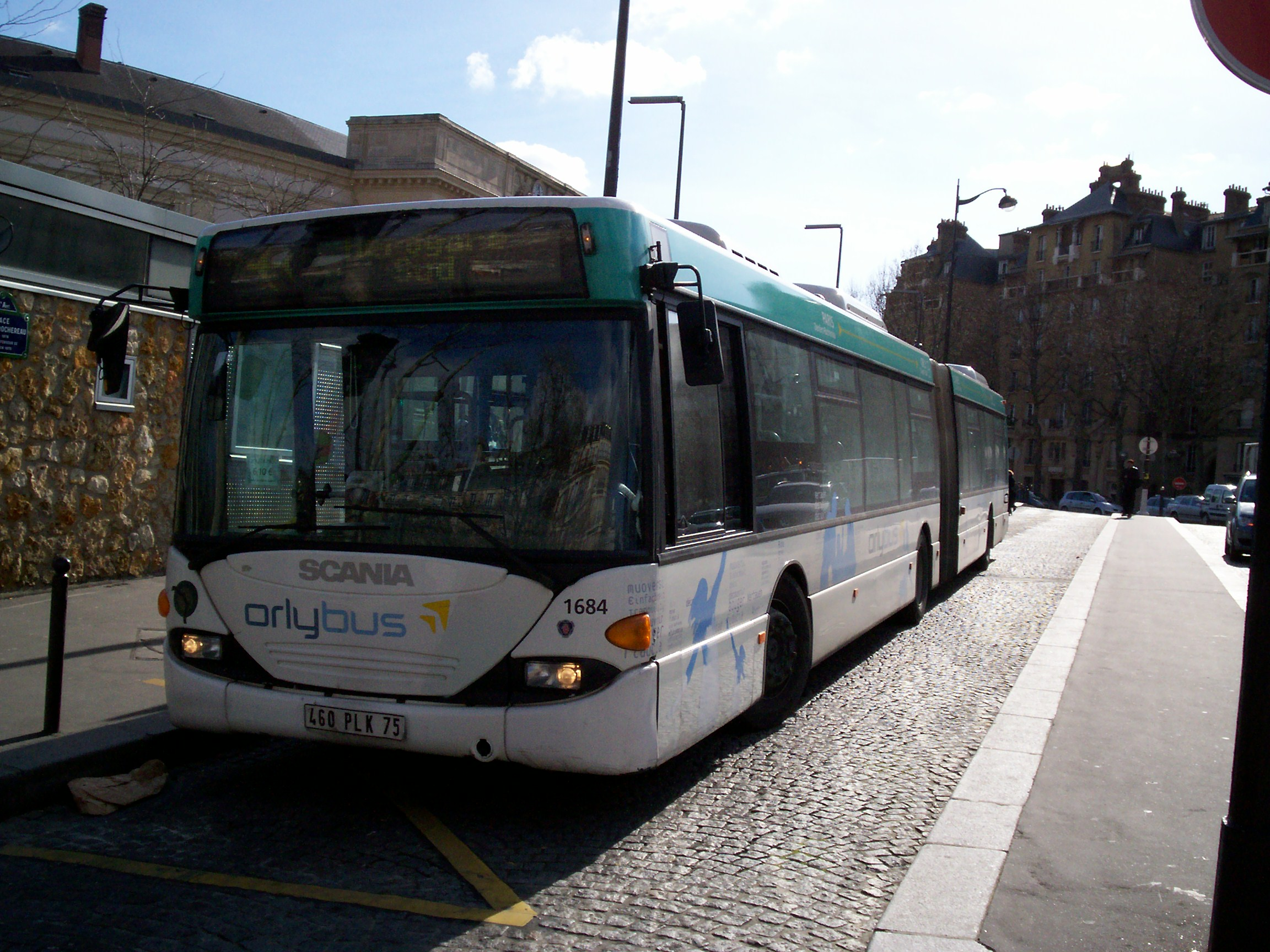
Orlybus na stanici Denfert-Rochereau

Orlybus je obchodní jméno autobusové linky 283, kterou provozuje  společnost RATP. Linka spojuje Paříž a Letiště Orly. Na lince platí zvláštní tarif (od 1. ledna 2015 stojí jízdenka 7,70 €). Její název je odvozen od názvu letiště, potažmo města Orly, u kterého letiště leží.
Orlybus je od 3. 3. 2025 zrušen.

## Historie
Zpočátku jezdila na Letiště Orly linka 285 ze stanice Porte d'Italie. V roce 1962 ji nahradila linka 215 ze stanice Denfert-Rochereau, jejíž trasa byla shodná se současnou linkou Orlybus. Kromě toho byla kolem roku 1968 na letiště prodloužena linka 283 ze stanice Porte de Choisy. Později byla linka 215 zrušena a nahradila ji linka 283 s názvem Orlybus.

## Charakteristika

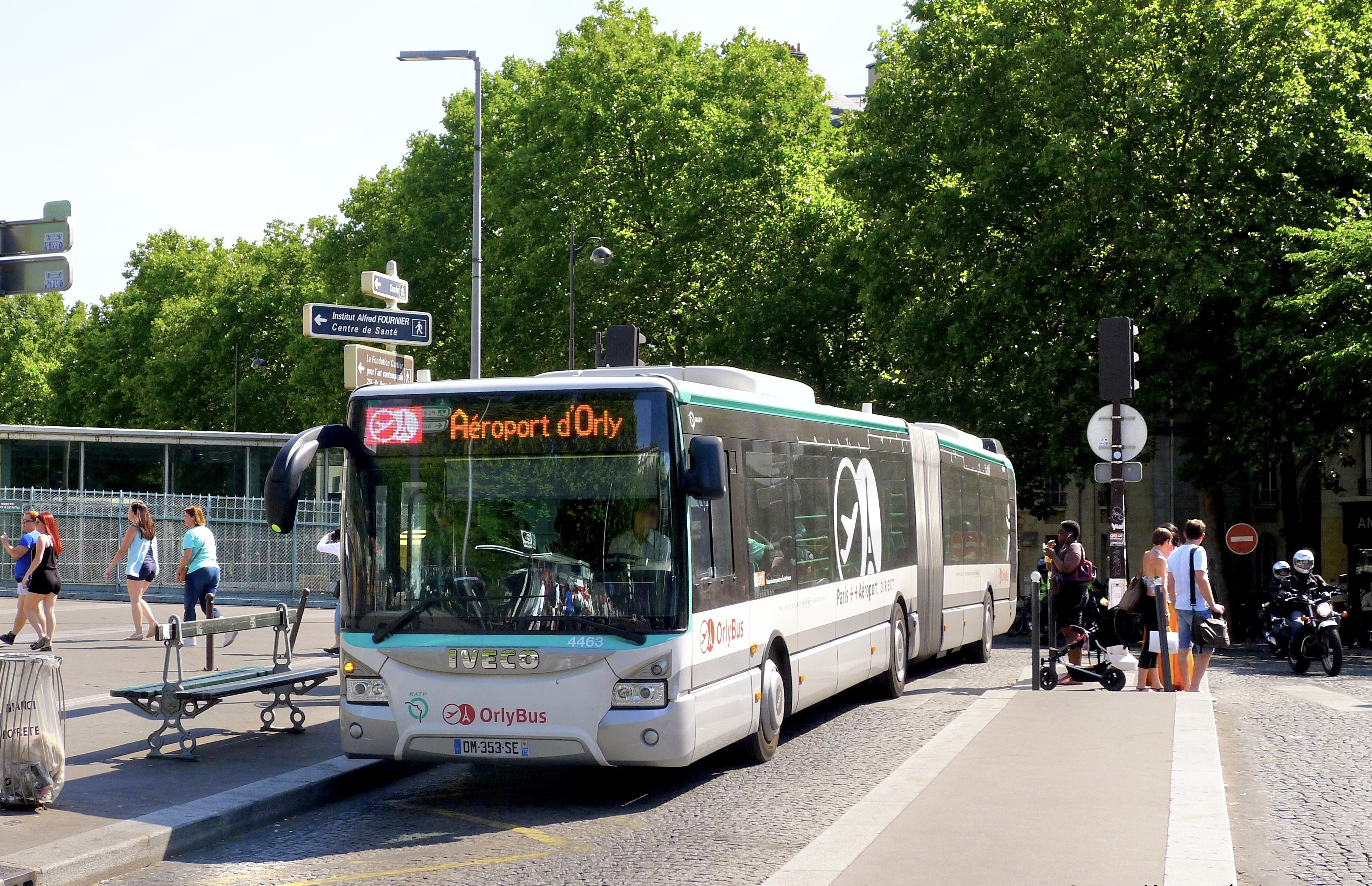
Iveco Bus Urbanway 18 Orlybus Ratp.jpg

Trasa je dlouhá 13,3 km a má 10 zastávek. Linka je v provozu denně od 5.35 do 23.30 a spoje odjíždějí ve všední dny zhruba každých 15–20 minut. Doba jízdy se pohybuje v závislosti na hustotě provozu mezi 20 a 30 minutami. Stanice jsou vybaveny informačními terminály  SIEL ukazující reálný čas odjezdů a příjezdů autobusů.
Konečná stanice na náměstí Denfert-Rochereau ve 14. obvodu je v bezprostřední blízkosti stanice Denfert-Rochereau umožňující přestup na linku metra 4 a linku RER B.

## Seznam stanic

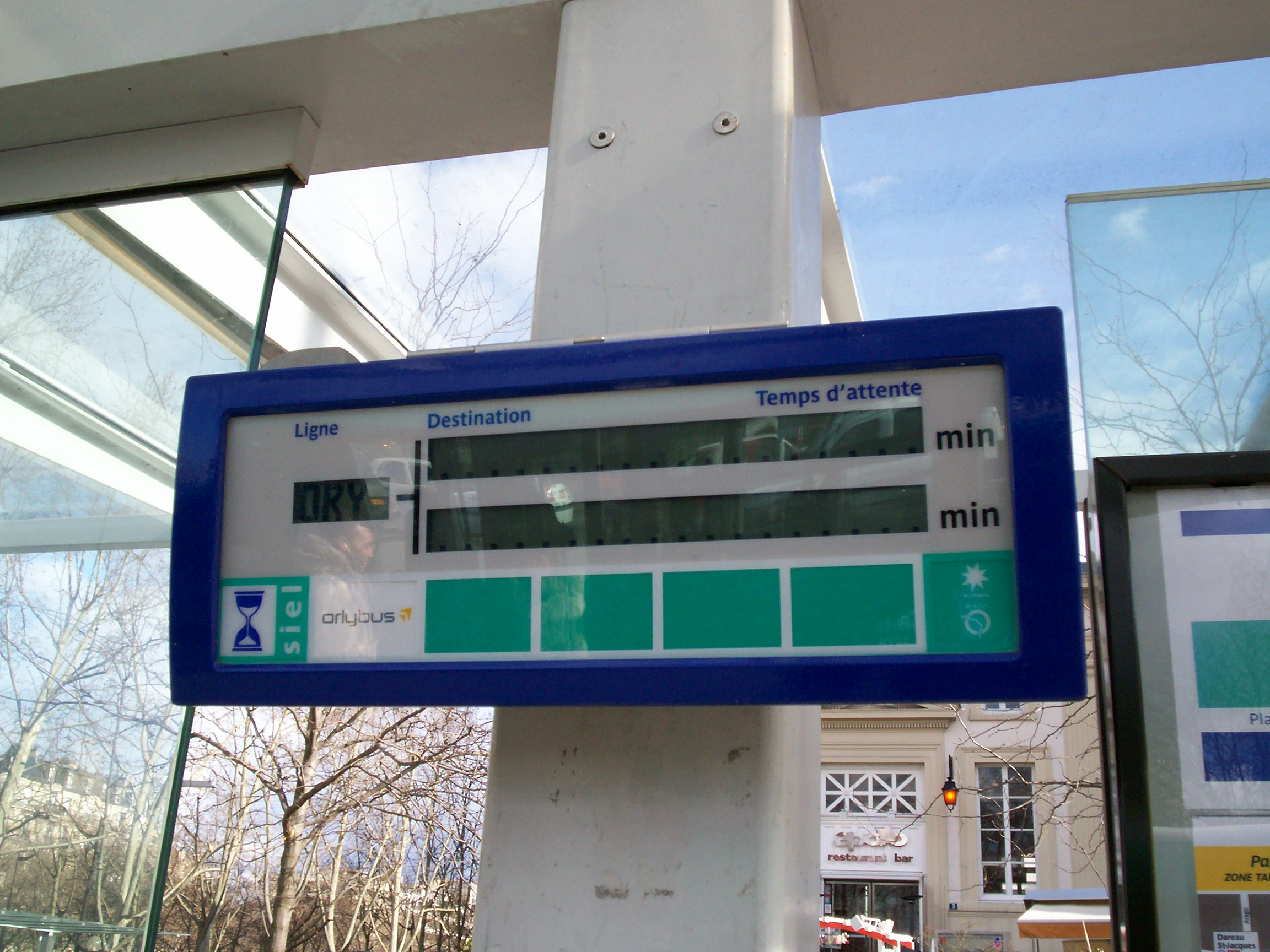
Informační terminál SIEL

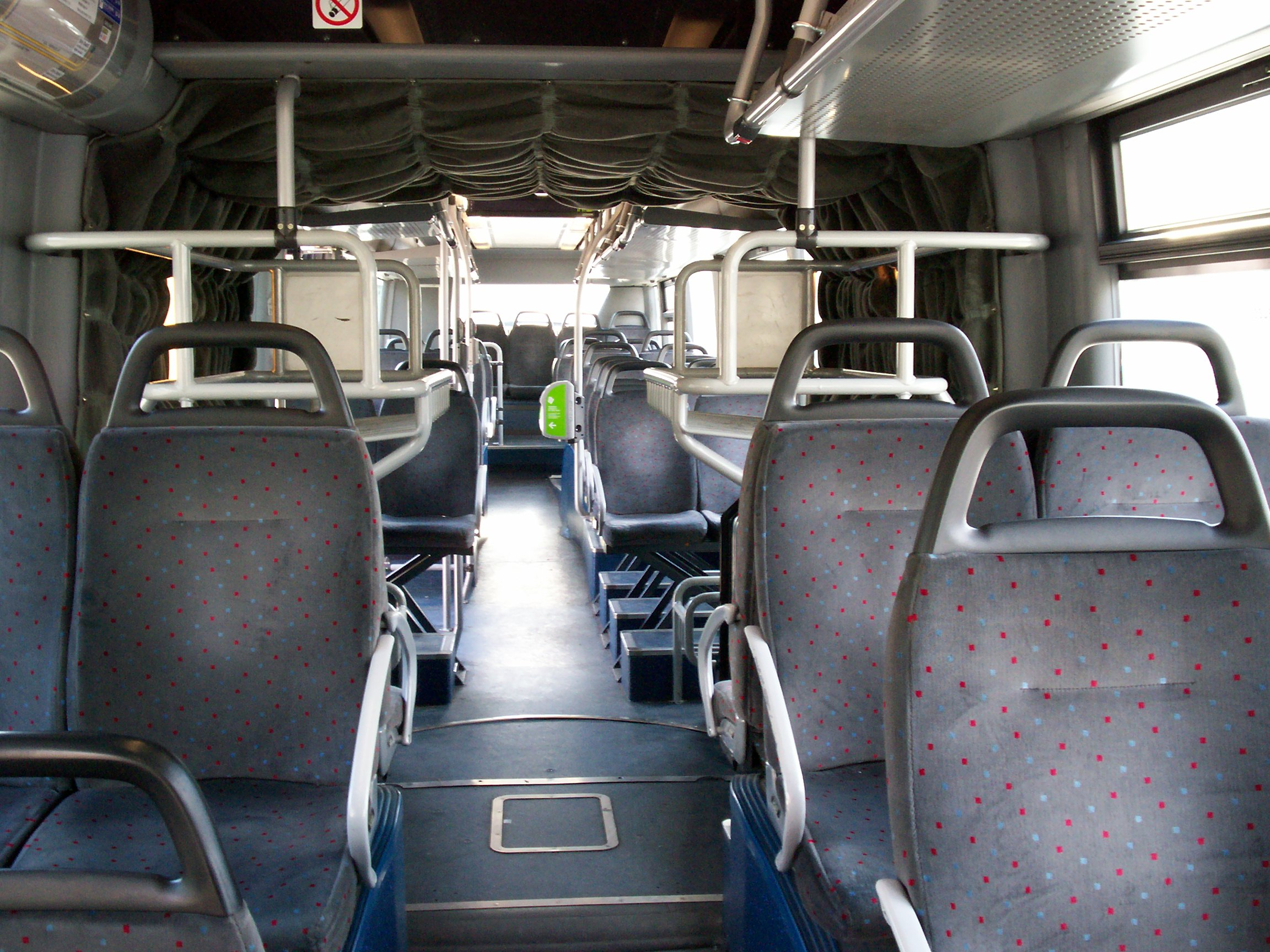
Interiér Orlybusu

směr na letiště
- Denfert-Rochereau
- Dareau Saint-Jacques
- Glacière Tolbiac
- Stade Charléty
- Aéroport Paris-Orly-Sud
- Aéroport Paris-Orly-Ouest

směr z letiště
- Aéroport Paris-Orly-Ouest
- Aéroport Paris-Orly-Sud
- Jourdan Tombe-Issoire
- Parc Montsouris
- Alésia René Coty
- Denfert-Rochereau